# Gardunhatunnel
De Gardunhatunnel is een tunnel voor het wegverkeer op de Portugese autosnelweg A23 nabij Fundão, in het noorden van het Portugese district Castelo Branco. De westelijke tunnel werd geopend in 1997, de oostelijke tunnel werd geopend in 2003. De Gardunhatunnel is 1620 m lang en ligt net ten noorden van de Alpedrinhatunnel.